# Capnella bouilloni
Capnella bouilloni is een zachte koraalsoort uit de familie Nephtheidae. De koraalsoort komt uit het geslacht Capnella. Capnella bouilloni werd in 1976 voor het eerst wetenschappelijk beschreven door Verseveldt. 